# Pinguicula apuana
Pinguicula apuana är en tätörtsväxtart som beskrevs av S. Jost Casper och Ansaldi. Pinguicula apuana ingår i släktet tätörter, och familjen tätörtsväxter. Inga underarter finns listade i Catalogue of Life.